# Mistrovství světa v rychlobruslení na jednotlivých tratích 2013
Mistrovství světa v rychlobruslení na jednotlivých tratích 2013 se konalo ve dnech 21.–24. března 2013 v rychlobruslařské hale Adler-Arena v ruském Soči. Jednalo se o 15. mistrovství světa v rychlobruslení na jednotlivých tratích.
Českou výpravu tvořily Karolína Erbanová (500 m, 1000 m, 1500 m) a Martina Sáblíková (3000 m, 5000 m; kvalifikovala se i na trať 1500 m, trenér ji ale odhlásil).
| Program                 | Program                             | Program                               | Program                                                     |
| ----------------------- | ----------------------------------- | ------------------------------------- | ----------------------------------------------------------- |
| 21. března              | 22. března                          | 23. března                            | 24. března                                                  |
| 1500 m muži 3000 m ženy | 1000 m muži 1500 m ženy 5000 m muži | 1000 m ženy 10 000 m muži 5000 m ženy | 500 m ženy 500 m muži stíhací závod ženy stíhací závod muži |

## Muži

### 500 metrů

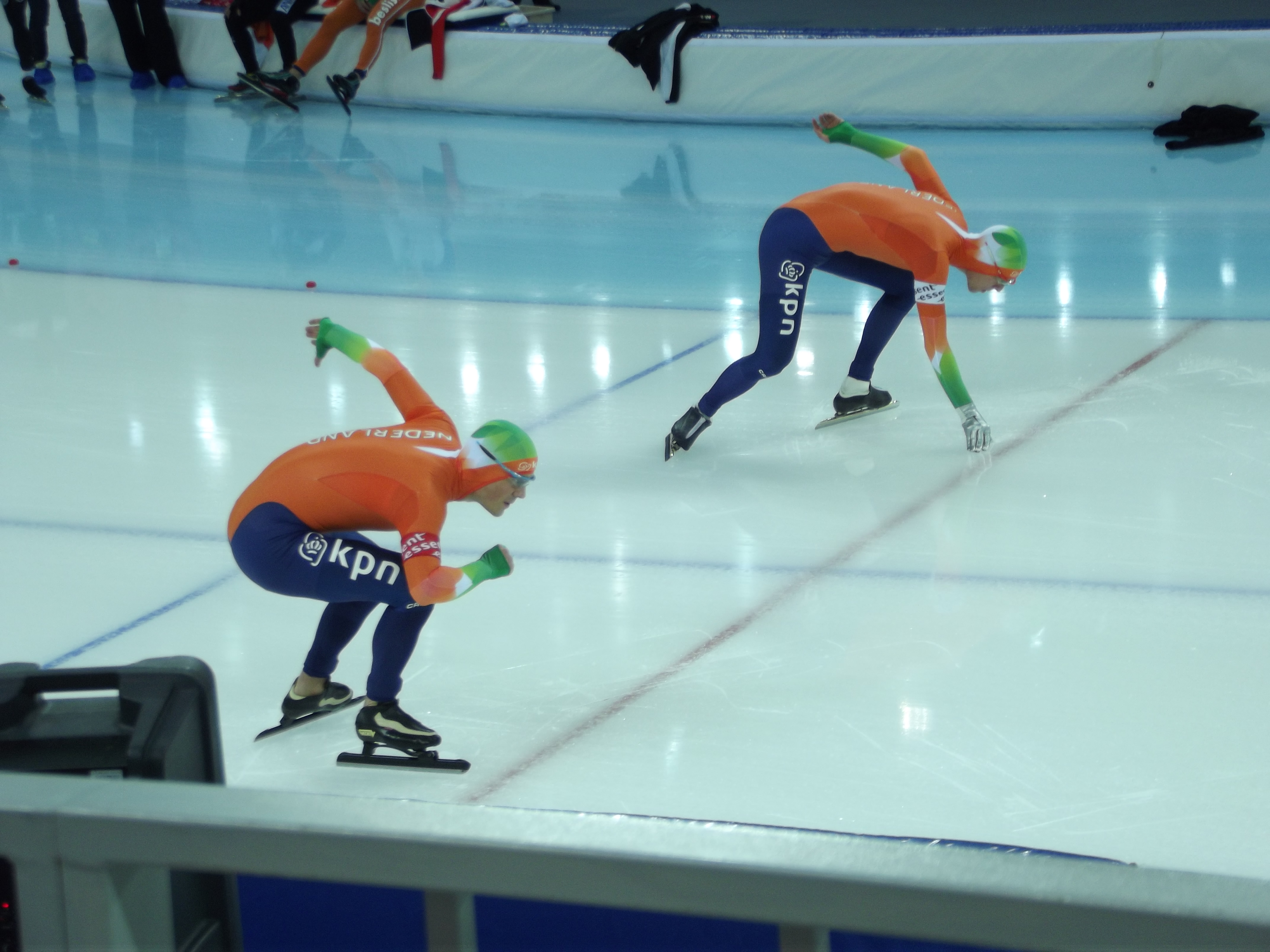
Jan Smeekens (vpředu) a Ronald Mulder (vzadu) na startu první jízdy závodu na 500 m

Závodu se zúčastnilo 24 závodníků.
| Pořadí           | Jméno            | Země        | Čas 1       | Čas 2       | Celkový čas |
| ---------------- | ---------------- | ----------- | ----------- | ----------- | ----------- |
| Zlatá medaile    | Mo Tche-pom      | Jižní Korea | 34,94 (3.)  | 34,82 (1.)  | 69,760      |
| Stříbrná medaile | Džódži Kató      | Japonsko    | 34,92 (2.)  | 34,90 (3.)  | 69,820      |
| Bronzová medaile | Jan Smeekens     | Nizozemsko  | 34,80 (1.)  | 35,06 (5.)  | 69,860      |
| 4.               | Michel Mulder    | Nizozemsko  | 35,09 (6.)  | 34,82 (1.)  | 69,910      |
| 5.               | Ronald Mulder    | Nizozemsko  | 35,05 (4.)  | 35,02 (4.)  | 70,070      |
| 6.               | Dmitrij Lobkov   | Rusko       | 35,18 (8.)  | 35,08 (6.)  | 70,260      |
| 7.               | Denis Koval      | Rusko       | 35,05 (5.)  | 35,22 (9.)  | 70,270      |
| 8.               | Pekka Koskela    | Finsko      | 35,21 (9.)  | 35,10 (7.)  | 70,310      |
| 9.               | Laurent Dubreuil | Kanada      | 35,09 (7.)  | 35,26 (10.) | 70,350      |
| 10.              | Jamie Gregg      | Kanada      | 35,30 (12.) | 35,20 (8.)  | 70,500      |

### 1000 metrů
Závodu se zúčastnilo 24 závodníků.
| Pořadí           | Jméno               | Země        | Čas         |
| ---------------- | ------------------- | ----------- | ----------- |
| Zlatá medaile    | Denis Kuzin         | Kazachstán  | 1:09,14     |
| Stříbrná medaile | Mo Tche-pom         | Jižní Korea | 1:09,24     |
| Bronzová medaile | Shani Davis         | USA         | 1:09,30     |
| 4.               | Kjeld Nuis          | Nizozemsko  | 1:09,42     |
| 5.               | Zbigniew Bródka     | Polsko      | 1:09,45     |
| 6.               | Samuel Schwarz      | Německo     | 1:09,72 (4) |
| 6.               | Mirko Giacomo Nenzi | Itálie      | 1:09,72 (4) |
| 8.               | Stefan Groothuis    | Nizozemsko  | 1:09,83     |
| 9.               | Brian Hansen        | USA         | 1:09,91     |
| 10.              | Haralds Silovs      | Lotyšsko    | 1:10,19     |

### 1500 metrů

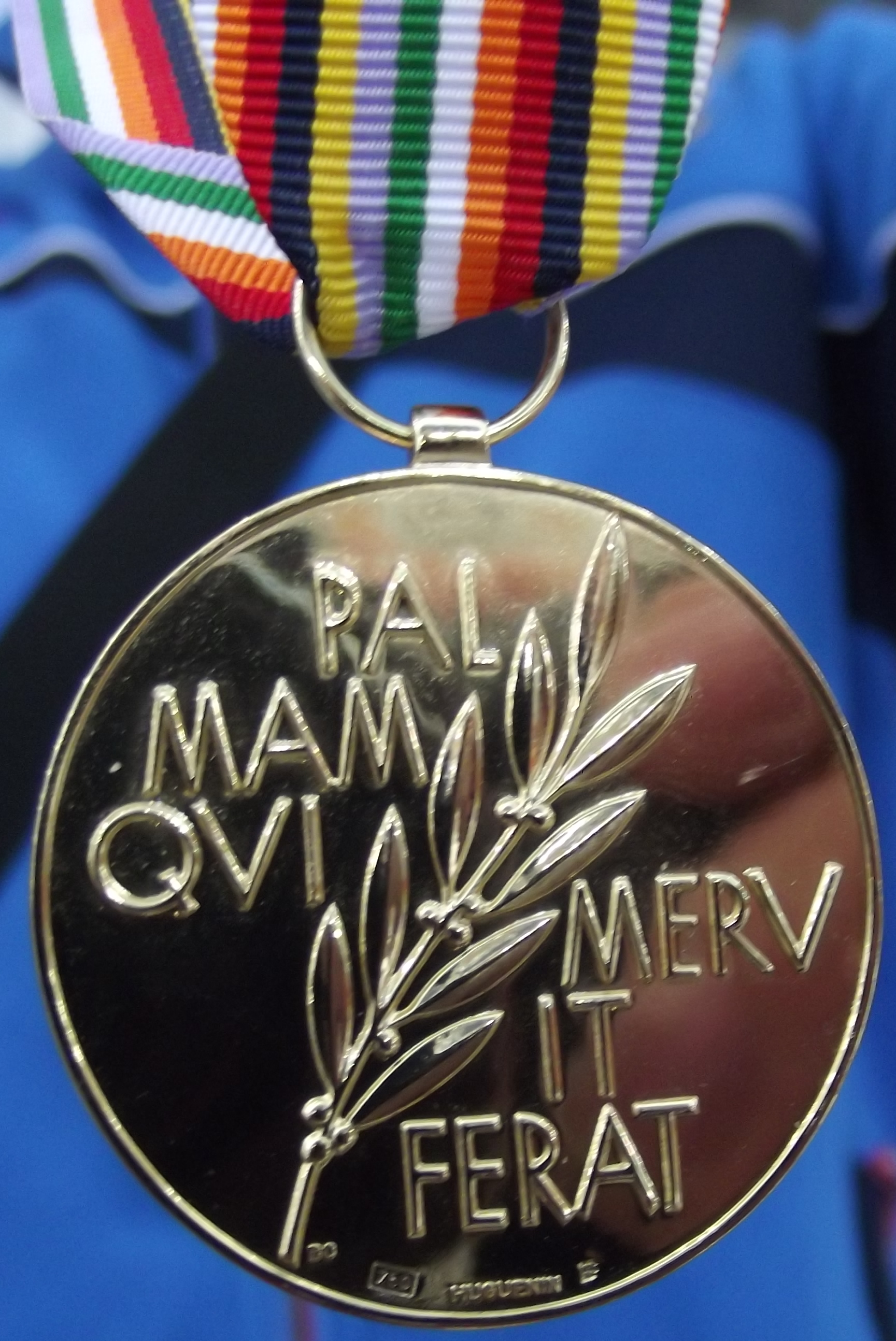
Zlatá medaile Denise Juskova

Závodu se zúčastnilo 24 závodníků.
| Pořadí           | Jméno                 | Země       | Čas     |
| ---------------- | --------------------- | ---------- | ------- |
| Zlatá medaile    | Denis Juskov          | Rusko      | 1:46,32 |
| Stříbrná medaile | Shani Davis           | USA        | 1:46,83 |
| Bronzová medaile | Ivan Skobrev          | Rusko      | 1:46,97 |
| 4.               | Brian Hansen          | USA        | 1:47,40 |
| 5.               | Sverre Lunde Pedersen | Norsko     | 1:47,44 |
| 6.               | Zbigniew Bródka       | Polsko     | 1:47,46 |
| 7.               | Mark Tuitert          | Nizozemsko | 1:47,61 |
| 8.               | Konrad Niedźwiedzki   | Polsko     | 1:47,83 |
| 9.               | Haralds Silovs        | Lotyšsko   | 1:47,95 |
| 10.              | Kjeld Nuis            | Nizozemsko | 1:48,17 |

### 5000 metrů
Závodu se zúčastnilo 23 závodníků.
| Pořadí           | Jméno                 | Země        | Čas     |
| ---------------- | --------------------- | ----------- | ------- |
| Zlatá medaile    | Sven Kramer           | Nizozemsko  | 6:14,41 |
| Stříbrná medaile | Jorrit Bergsma        | Nizozemsko  | 6:17,94 |
| Bronzová medaile | Ivan Skobrev          | Rusko       | 6:18,31 |
| 4.               | Denis Juskov          | Rusko       | 6:21,46 |
| 5.               | Bob de Jong           | Nizozemsko  | 6:23,00 |
| 6.               | Bart Swings           | Belgie      | 6:23,01 |
| 7.               | Sverre Lunde Pedersen | Norsko      | 6:24,38 |
| 8.               | I Sung-hun            | Jižní Korea | 6:26,78 |
| 9.               | Patrick Beckert       | Německo     | 6:27,27 |
| 10.              | Shane Dobbin          | Nový Zéland | 6:28,04 |

### 10 000 metrů
Závodu se zúčastnilo 14 závodníků.
| Pořadí           | Jméno              | Země        | Čas      |
| ---------------- | ------------------ | ----------- | -------- |
| Zlatá medaile    | Jorrit Bergsma     | Nizozemsko  | 12:57,69 |
| Stříbrná medaile | Sven Kramer        | Nizozemsko  | 12:59,71 |
| Bronzová medaile | Bob de Jong        | Nizozemsko  | 13:00,26 |
| 4.               | I Sung-hun         | Jižní Korea | 13:14,02 |
| 5.               | Bart Swings        | Belgie      | 13:19,15 |
| 6.               | Shane Dobbin       | Nový Zéland | 13:23,65 |
| 7.               | Marco Weber        | Německo     | 13:24,20 |
| 8.               | Patrick Beckert    | Německo     | 13:26,79 |
| 9.               | Alexandr Rumjancev | Rusko       | 13:29,05 |
| 10.              | Moritz Geisreiter  | Německo     | 13:29,20 |

### Stíhací závod družstev
Závodu se zúčastnilo osm týmů.
| Pořadí           | Tým                                                              | Čas     |
| ---------------- | ---------------------------------------------------------------- | ------- |
| Zlatá medaile    | Nizozemsko Jan Blokhuijsen, Sven Kramer, Koen Verweij            | 3:42,03 |
| Stříbrná medaile | Jižní Korea Ču Hjong-čun, Kim Čchol-min, I Sung-hun              | 3:44,60 |
| Bronzová medaile | Polsko Zbigniew Bródka, Konrad Niedźwiedzki, Jan Szymański       | 3:45,22 |
| 4.               | Rusko Jevgenij Lalenkov, Ivan Skobrev, Denis Juskov              | 3:46,59 |
| 5.               | Norsko Håvard Bøkko, Sverre Lunde Pedersen, Simen Spieler Nilsen | 3:48,68 |
| 6.               | Německo Alexej Baumgärtner, Patrick Beckert, Marco Weber         | 3:48,83 |
| 7.               | Kanada Jordan Belchos, Lucas Makowsky, Denny Morrison            | 3:49,00 |
| 8.               | Itálie Matteo Anesi, Mirko Giacomo Nenzi, Luca Stefani           | 3:53,08 |

## Ženy

### 500 metrů
Závodu se zúčastnilo 24 závodnic.
| Pořadí           | Jméno                 | Země        | Čas 1       | Čas 2       | Celkový čas |
| ---------------- | --------------------- | ----------- | ----------- | ----------- | ----------- |
| Zlatá medaile    | I Sang-hwa            | Jižní Korea | 37,69 (1.)  | 37,65 (1.)  | 75,347      |
| Stříbrná medaile | Wang Pej-sing         | Čína        | 38,22 (5.)  | 37,81 (2.)  | 76,043      |
| Bronzová medaile | Olga Fatkulinová      | Rusko       | 38,14 (2.)  | 37,94 (3.)  | 76,093      |
| 4.               | Jenny Wolfová         | Německo     | 38,16 (4.)  | 37,97 (4.)  | 76,144      |
| 5.               | Thijsje Oenemaová     | Nizozemsko  | 38,16 (3.)  | 38,03 (5.)  | 76,198      |
| 6.               | Nao Kodairaová        | Japonsko    | 38,48 (7.)  | 38,25 (7.)  | 76,736      |
| 7.               | Jekatěrina Ajdovová   | Kazachstán  | 38,49 (8.)  | 38,24 (6.)  | 76,744      |
| 8.               | Heather Richardsonová | USA         | 38,29 (6.)  | 38,46 (10.) | 76,768      |
| 9.               | Čang Chung            | Čína        | 38,57 (12.) | 38,30 (8.)  | 76,887      |
| 10.              | Karolína Erbanová     | Česko       | 38,58 (13.) | 38,37 (9.)  | 76,956      |

### 1000 metrů
Závodu se zúčastnilo 22 závodnic.
| Pořadí           | Jméno                 | Země       | Čas     |
| ---------------- | --------------------- | ---------- | ------- |
| Zlatá medaile    | Olga Fatkulinová      | Rusko      | 1:15,44 |
| Stříbrná medaile | Ireen Wüstová         | Nizozemsko | 1:15,71 |
| Bronzová medaile | Brittany Boweová      | USA        | 1:15,87 |
| 4.               | Christine Nesbittová  | Kanada     | 1:16,02 |
| 5.               | Karolína Erbanová     | Česko      | 1:16,09 |
| 6.               | Heather Richardsonová | USA        | 1:16,10 |
| 7.               | Čang Chung            | Čína       | 1:16,48 |
| 8.               | Marrit Leenstraová    | Nizozemsko | 1:16,67 |
| 9.               | Jekatěrina Ajdovová   | Kazachstán | 1:16,93 |
| 10.              | Jekatěrina Lobyševová | Rusko      | 1:17,27 |

### 1500 metrů
Závodu se zúčastnilo 18 závodnic.
| Pořadí           | Jméno                         | Země       | Čas         |
| ---------------- | ----------------------------- | ---------- | ----------- |
| Zlatá medaile    | Ireen Wüstová                 | Nizozemsko | 1:55,38     |
| Stříbrná medaile | Lotte van Beeková             | Nizozemsko | 1:58,02     |
| Bronzová medaile | Christine Nesbittová          | Kanada     | 1:58,07     |
| 4.               | Diane Valkenburgová           | Nizozemsko | 1:58,37     |
| 5.               | Kali Christová                | Kanada     | 1:58,69     |
| 6.               | Karolína Erbanová             | Česko      | 1:59,02 (1) |
| 7.               | Julija Skokovová              | Rusko      | 1:59,02 (7) |
| 8.               | Brittany Schusslerová         | Kanada     | 1:59,04     |

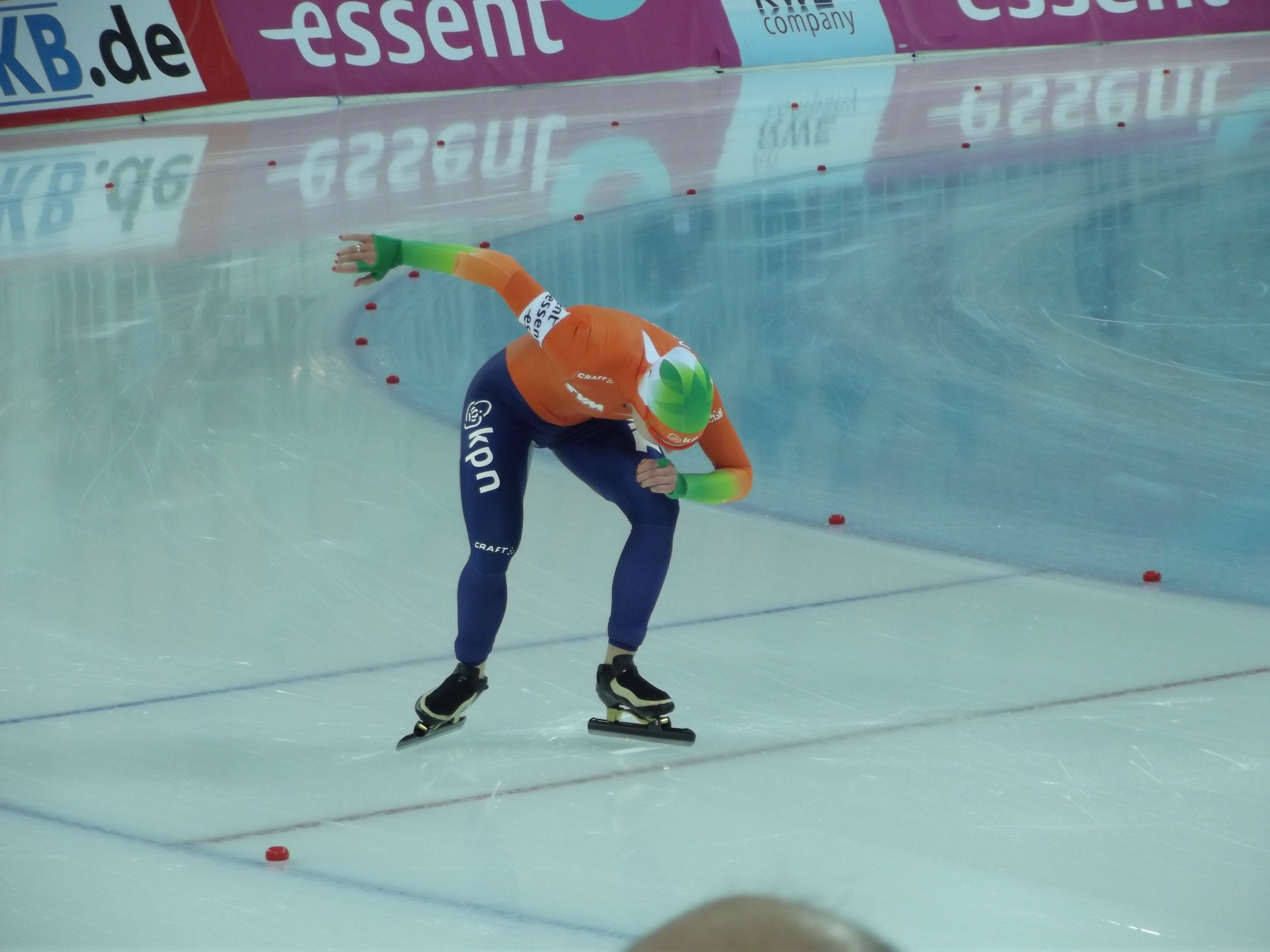
Ireen Wüstová na startu patnáctistovky

| 9.               | Katarzyna Bachledová-Curuśová | Polsko     | 1:59,13     |
| 10.              | Monique Angermüllerová        | Německo    | 1:59,14     |

### 3000 metrů
Závodu se zúčastnilo 24 závodnic.
| Pořadí           | Jméno                         | Země        | Čas     |
| ---------------- | ----------------------------- | ----------- | ------- |
| Zlatá medaile    | Ireen Wüstová                 | Nizozemsko  | 4:02,43 |
| Stříbrná medaile | Martina Sáblíková             | Česko       | 4:04,80 |
| Bronzová medaile | Claudia Pechsteinová          | Německo     | 4:07,75 |
| 4.               | Diane Valkenburgová           | Nizozemsko  | 4:08,12 |
| 5.               | Linda de Vriesová             | Nizozemsko  | 4:09,53 |

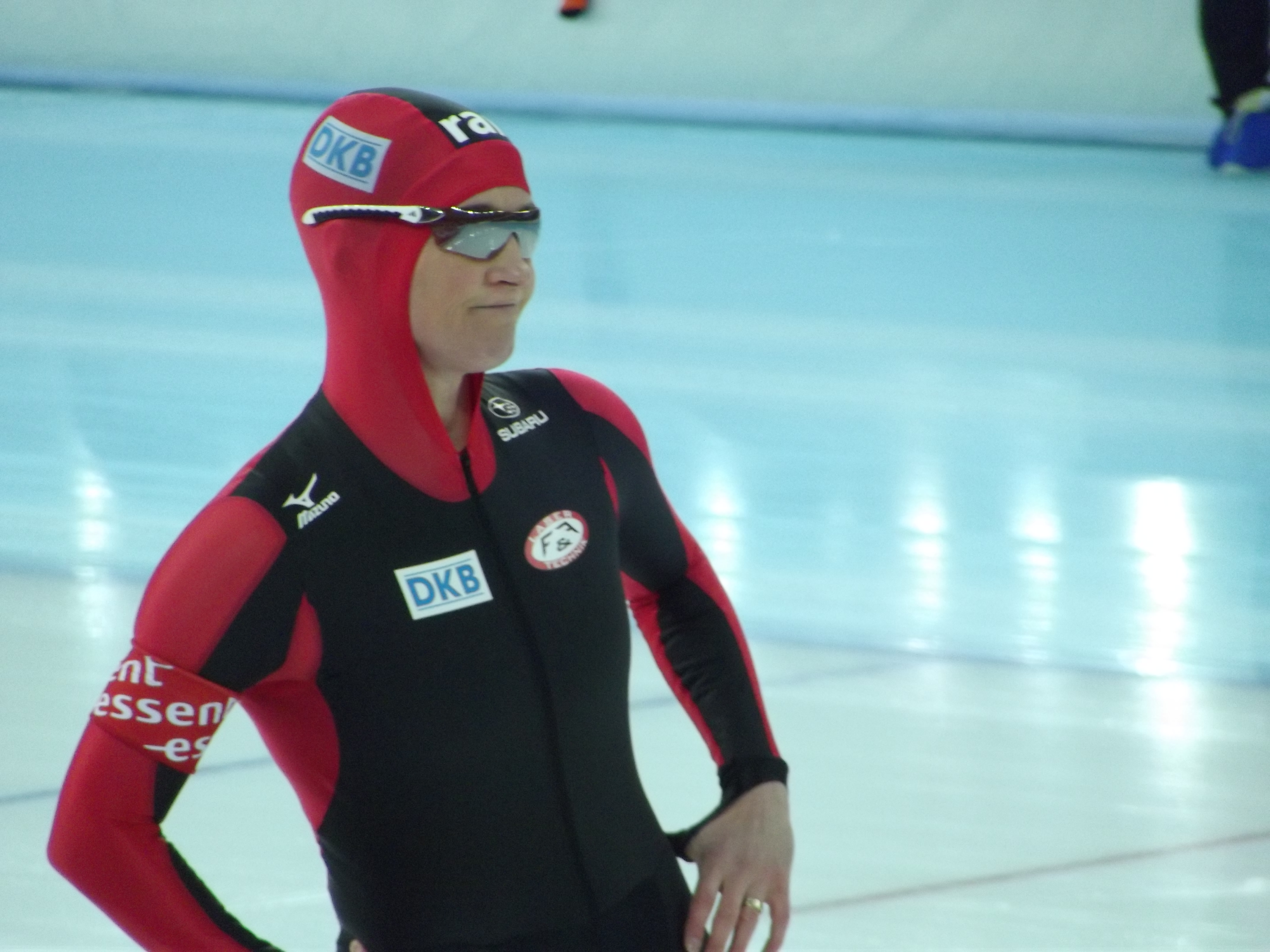
Claudia Pechsteinová před závodem na 3 km

| 6.               | Katarzyna Bachledová-Curuśová | Polsko      | 4:10,80 |
| 7.               | Stephanie Beckertová          | Německo     | 4:11,71 |
| 8.               | Bente Krausová                | Německo     | 4:12,35 |
| 9.               | Kim Po-rum                    | Jižní Korea | 4:12,69 |
| 10.              | Masako Hozumiová              | Japonsko    | 4:13,62 |

### 5000 metrů
Závodu se zúčastnilo 16 závodnic.
| Pořadí           | Jméno                | Země       | Čas     |
| ---------------- | -------------------- | ---------- | ------- |
| Zlatá medaile    | Martina Sáblíková    | Česko      | 6:54,31 |
| Stříbrná medaile | Ireen Wüstová        | Nizozemsko | 7:02,96 |
| Bronzová medaile | Claudia Pechsteinová | Německo    | 7:04,07 |
| 4.               | Linda de Vriesová    | Nizozemsko | 7:09,33 |
| 5.               | Stephanie Beckertová | Německo    | 7:09,35 |
| 6.               | Diane Valkenburgová  | Nizozemsko | 7:09,57 |
| 7.               | Bente Krausová       | Německo    | 7:09,82 |
| 8.               | Ivanie Blondinová    | Kanada     | 7:13,16 |
| 9.               | Olga Grafová         | Rusko      | 7:13,58 |
| 10.              | Masako Hozumiová     | Japonsko   | 7:17,88 |

### Stíhací závod družstev
Závodu se zúčastnilo osm týmů.
| Pořadí           | Tým                                                                         | Čas     |
| ---------------- | --------------------------------------------------------------------------- | ------- |
| Zlatá medaile    | Nizozemsko Marrit Leenstraová, Diane Valkenburgová, Ireen Wüstová           | 3:00,02 |
| Stříbrná medaile | Polsko Katarzyna Bachledová-Curuśová, Natalia Czerwonková, Luiza Złotkowská | 3:04,91 |
| Bronzová medaile | Jižní Korea Kim Po-rum, No Son-jong, Pak To-jong                            | 3:05,32 |
| 4.               | Německo Monique Angermüllerová, Bente Krausová, Claudia Pechsteinová        | 3:05,50 |
| 5.               | Rusko Olga Grafová, Jekatěrina Lobyševová, Julija Skokovová                 | 3:05,94 |
| 6.               | Norsko Hege Bøkková, Mari Hemmerová, Ida Njåtunová                          | 3:07,23 |
| 7.               | Japonsko Masako Hozumiová, Eriko Išinová, Miho Takagiová                    | 3:07,90 |
| 8.               | Kanada Ivanie Blondinová, Christine Nesbittová, Brittany Schusslerová       | 3:20,92 |

## Medailové pořadí zemí
| Pořadí | Země        | Zlato | Stříbro | Bronz | Celkem |
| ------ | ----------- | ----- | ------- | ----- | ------ |
| 1.     | Nizozemsko  | 6     | 5       | 2     | 13     |
| 2.     | Jižní Korea | 2     | 2       | 1     | 5      |
| 3.     | Rusko       | 2     | 0       | 3     | 5      |
| 4.     | Česko       | 1     | 1       | 0     | 2      |
| 5.     | Kazachstán  | 1     | 0       | 0     | 1      |
| 6.     | USA         | 0     | 1       | 2     | 3      |
| 7.     | Polsko      | 0     | 1       | 1     | 2      |
| 8.     | Čína        | 0     | 1       | 0     | 1      |
| 8.     | Japonsko    | 0     | 1       | 0     | 1      |
| 10.    | Německo     | 0     | 0       | 2     | 2      |
| 11.    | Kanada      | 0     | 0       | 1     | 1      |